# Analemma

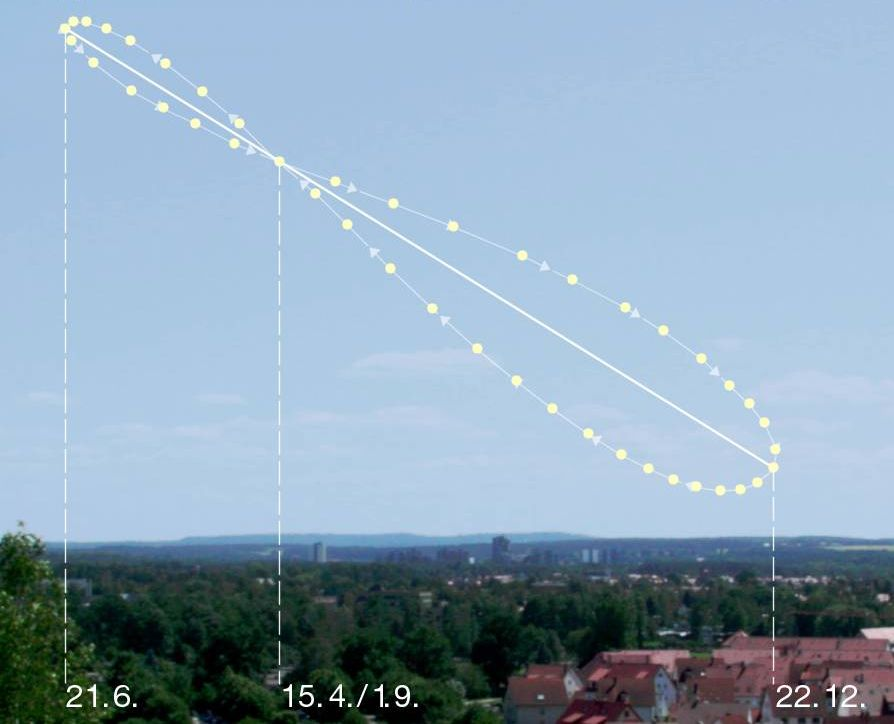
Analemma dall'emisfero nord con indicate le date

L'analemma (dal greco ανάλημμα, "piedistallo di una meridiana") in astronomia indica una particolare curva geometrica a forma di otto (inclinato e molto schiacciato) o più propriamente lemniscata (anch'essa inclinata e deformata) che descrive la posizione del Sole nei diversi giorni dell'anno, alla stessa ora e nella stessa località.

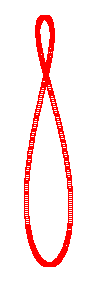
L'analemma terrestre

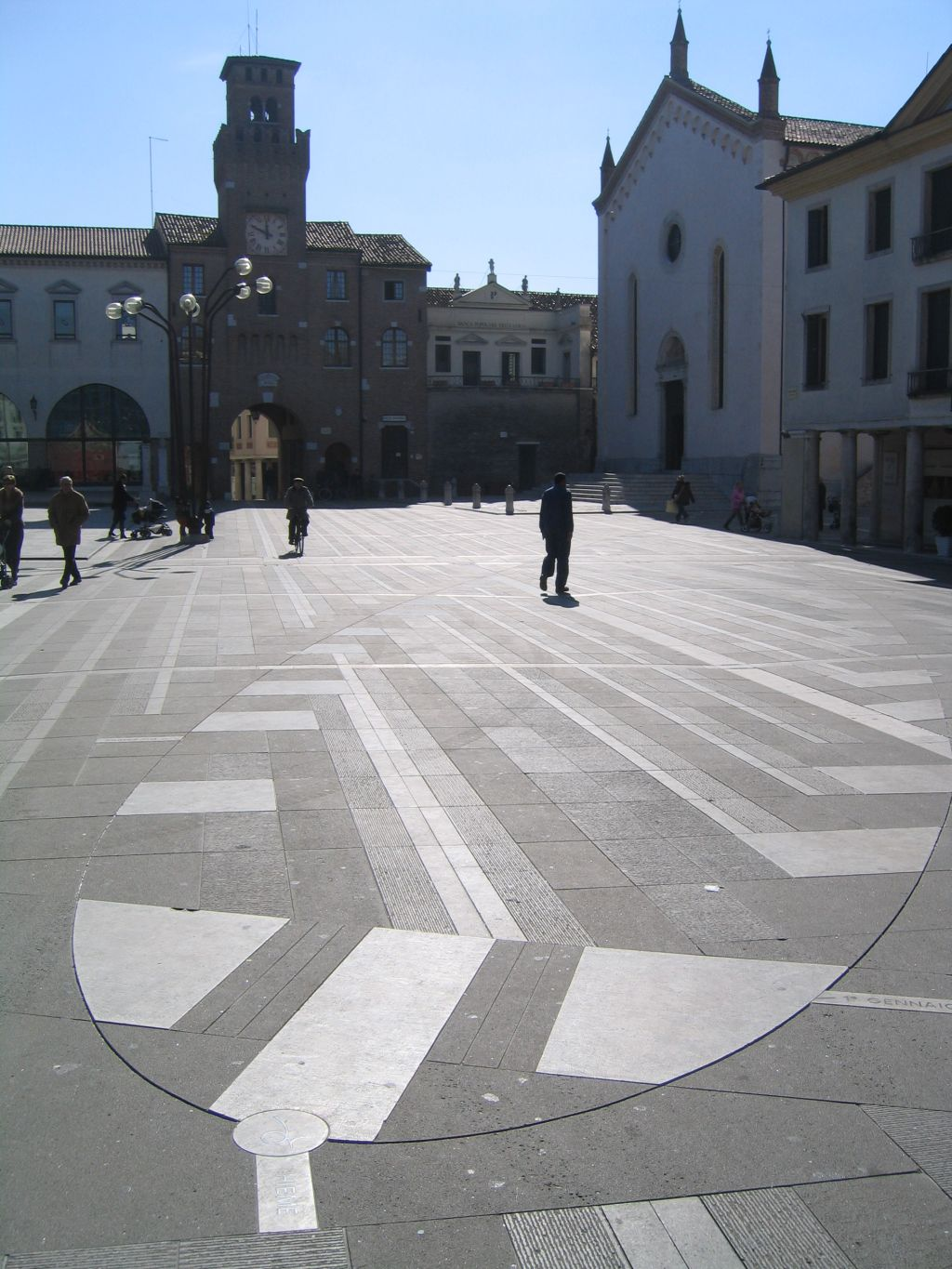
Il grande analemma tracciato in piazza Grande a Oderzo, provincia di Treviso

## Descrizione
A causa dell'inclinazione dell'asse terrestre (23,4°) e dell'ellitticità dell'orbita terrestre, l'altezza del Sole sull'orizzonte non è uguale giorno dopo giorno, e l'effetto combinato è quello della figura descritta.
La coordinata verticale di ogni punto corrisponde alla declinazione del Sole a quella data, mentre la coordinata orizzontale indica lo scostamento della posizione solare in anticipo o in ritardo rispetto al tempo medio (quello mostrato dagli orologi).
L'inclinazione dell'asse della figura dipende dalla latitudine di osservazione e dall'ora di osservazione. È possibile fotografare l'analemma facendo un'esposizione fotografica ogni giorno alla stessa ora (tempo medio) per un anno, con la camera puntata esattamente nella stessa direzione e sovrapponendo poi le riprese.
Se l'orbita terrestre fosse perfettamente circolare centrata attorno al Sole e l'asse terrestre fosse perpendicolare all'orbita, il Sole apparirebbe sempre nella stessa posizione ogni giorno alla stessa ora e non si avrebbe alcun analemma o, per meglio dire, esso sarebbe puntiforme. Se l'orbita fosse circolare ma l'asse inclinato come è realmente, i due lobi della figura sarebbero simmetrici. Se l'asse non fosse inclinato ma l'orbita fosse ellittica come è realmente, l'analemma sarebbe costituito da un segmento rettilineo in senso est-ovest.
Su altri pianeti l'analemma ha forma diversa da quello terrestre: per esempio, su Marte, la figura assomiglia a una goccia.